# ورد أبوطاليبوفي
ورد أبوطاليبوفي (الاسم العلمي:Rosa abutalybovii) هو نوع من النباتات يتبع جنس الورد من الفصيلة الوردية.